# بيتر تايلور (لاعب كريكت)
بيتر تايلور (11 ديسمبر 1942 في المملكة المتحدة - )  (بالإنجليزية: Peter Taylor)‏ هو لاعب كريكت بريطاني.